# USS Doyen (DD-280)
USS Doyen (DD-280) – amerykański niszczyciel typu Clemson będący w służbie United States Navy w okresie po I wojnie światowej. Patronem okrętu był brygadier Charles A. Doyen.
Okręt zwodowano 26 lipca 1919 w stoczni Bethlehem Shipbuilding Corporation w Squantum, matką chrzestną była F. E. Doyen, córka patrona okrętu. Jednostka weszła do służby 17 grudnia 1919, pierwszym dowódcą został Commander J. H. Klein, Jr.
"Doyen" dotarł do San Diego w Kalifornii 15 marca 1920 by dołączyć do Floty Pacyfiku. Został umieszczony w rezerwie służbowej (ang. active reserve status) 17 sierpnia, brał udział w lokalnych ćwiczeniach i szkoleniach rezerwy do momentu wycofania ze służby 8 czerwca 1922.
Niszczyciel został włączony ponownie do służby 26 września 1923 i wznowił wykonywanie regularnych ćwiczeń i szkoleń w pobliżu zachodniego wybrzeża USA, strefy Kanału Panamskiego i Hawajów. 20 sierpnia okręt wyszedł z San Diego by eskortować japoński okręt "Tama" i zapewniać naprowadzanie radiokompasu i komunikację samolotowi wykonującemu bezpośredni lot z zachodniego wybrzeża USA na Hawaje. Okręt wziął ponownie w ćwiczeniach w rejonie Kanału Panamskiego i Karaibów w 1926. Rok później okręt popłynął do Bremerton na przegląd i na wizyty do Ketchikan (Alaska) i Duncan Bay w Kolumbii Brytyjskiej.
"Doyen" wypłynął 26 kwietnia 1927 na wschodnie wybrzeże USA by uczestniczyć w połączonych manewrach Armii i Marynarki w Newport. Wrócił na zachodnie wybrzeże 25 czerwca i wznowił szkolenia i ćwiczenia w ramach Battle Fleet.
"Doyen" został wycofany ze służby 25 lutego 1930 i złomowany 20 grudnia 1930 zgodnie z ustaleniami londyńskiego traktatu morskiego.